# オートルート A1
オートルート A1（Autoroute française A1、高速道路A1号線）は、パリとリールを結ぶフランスのオートルートのひとつ。別称にオートルート・デュ・ノール、高速道路北線（Autoroute du Nord）とも呼称される。運営はフランス北部東部高速道路会社（fr:Société des autoroutes du Nord et de l'Est de la France）が実施している。
フランスの高速道路ではもっとも交通量が多いとされる。
A1号線はパリ北部郊外から、スタッド・ド・フランス、ル・ブルジェ、シャルル・ド・ゴール国際空港、アステリックス・パークを経由してピカルディ地域圏の主要都市を通過せず、シェブリエールからリール郊外までの間はLGV北線と併走している。経路の中間ではアミアンやサン＝カンタンへ抜けることが出来る。途中でヨーロッパの大動脈のひとつであるA29号線を横断し、A2号線（パリ～ブリュッセル間を結ぶ幹線の一部）やカレーへ向かうA26号線やドゥエおよびランスに向かうA21号線とヴィルヌーヴ＝ダスクへ向かうA27号線で分岐し、終点であるリールにてダンケルクへ向かうA25号線と合流する。
2009年4月22日から、タクシーとバスのためにパリとシャルル・ド・ゴール国際空港の間で実験路線が設けられた。

## 経路
| IC/JCT | 施設名                                                                                  | 接続路線名                      | 備考                    |
| 01     | ポルト・ド・ラ・シャペル Porte de la Chapelle                                           | パリ外周環状道路 Porte de Paris |                         |
| 02     | サン＝ドニ Saint-Denis                                                                  |                                 |                         |
| 03     | サルセル Sarcelles                                                                      | A16号線 アミアン方面            |                         |
| 04     | スタン Stains                                                                           |                                 |                         |
|        | ラ・クールヌーヴAS La Courneuve                                                         |                                 | 給油                    |
|        |                                                                                         | A86号線 ナンテール方面          |                         |
| 05     | ル・ブラン＝メニル Le Blanc-Mesnil                                                      |                                 |                         |
|        |                                                                                         | A3号線                          |                         |
|        |                                                                                         | A104号線                        |                         |
| 06     | シャルル・ド・ゴール国際空港 Aéroport CDG                                               | RN17号線 サンリス方面           |                         |
|        | シュヌヴリエールAR Chennevières ヴィレオンAR Villeron                                   |                                 | 休憩                    |
|        | ヴェマールス＝エストAS Vémars-Est ヴェマールス＝ウェストAS Vémars-Ouest                 |                                 | 給油                    |
| 07     | シャンティイ Chantilly                                                                  |                                 |                         |
|        | シュヴィリールAR Survilliers                                                            |                                 | 休憩                    |
|        | アステリックス・パーク                                                                  |                                 |                         |
| 08     | サンリス、クレイユ、モー Senlis, Creil et Meaux                                         |                                 |                         |
|        | ローベルヴァル＝エストAR Roberval-Est ローベルヴァル＝ウェストAR Roberval-Ouest         |                                 | 休憩                    |
| 09     | ポン＝サント＝マクサンス Pont-Sainte-Maxence                                            |                                 |                         |
|        | シュヴリエールAR Chevrières ロンゲイユ＝サント＝マリーAR Longueil-Sainte-Marie          |                                 | 休憩                    |
| 10     | コンピエーニュ、ボーヴェ Compiègne, Beauvais                                            |                                 |                         |
|        | レミーAR Remy ボワ・ダルシーAR Bois d'Arsy                                              |                                 | 休憩                    |
| 11     | モンディディエ Montdidier                                                               |                                 |                         |
|        | レッソン＝エストAS Ressons-Est レッソン＝ウェストAS Ressons-Ouest                       |                                 | 給油                    |
|        | ティロロワ＝エストAR Tilloloy-Est ティロロワ＝ウェストAR Tilloloy-Ouest                 |                                 | 休憩                    |
| 12     | アミアン、ショニー テルニエ Amiens, Chauny et Tergnier                                  |                                 |                         |
|        | ゴワイヤンクール＝エストAR Goyencourt-Est ゴワイヤンクール＝ウェストAR Goyencourt-Ouest |                                 | 休憩                    |
|        |                                                                                         | A29号線                         |                         |
| 13     | サン＝カンタン Saint-Quentin                                                            |                                 |                         |
|        | アスヴィリエ＝エストAS Assevilliers-Est アスヴィリエ＝ウェストAS Assevilliers-Ouest     |                                 | 給油                    |
|        | フイエールAR Feuillères モールパAR Maurepas                                             |                                 | 休憩                    |
| 13.1   | アルベール、ペロンヌ Albert et Péronne                                                  |                                 |                         |
|        |                                                                                         | A2号線                          |                         |
|        | ボーランクールAR Beaulencourt                                                           |                                 | 休憩                    |
| 14     | バポーム Bapaume                                                                        |                                 |                         |
|        | サン＝レジェAS Saint-Léger                                                              |                                 | 給油                    |
|        | クロワジルAR Croisilles                                                                 |                                 | 休憩                    |
|        | ワンクール＝エストAS Wancourt-Est ワンクール＝ウェストAS Wancourt-Ouest                 |                                 | 給油                    |
| 15     | アラス Arras                                                                            |                                 |                         |
|        |                                                                                         | A26号線                         |                         |
| 16     | ドゥエー Douai                                                                          | RN50号線 アラス方面             |                         |
| 16.1   | エナン＝ボーモン Hénin-Beaumont                                                         |                                 |                         |
| 17     | ノワイエル＝ゴドー Noyelles-Godault                                                     |                                 |                         |
|        |                                                                                         | A21号線                         |                         |
| 17.1   | ドゥルジュPfm Dourges                                                                   |                                 | Plate-forme multimodale |
| 18     | カルヴァン Carvin                                                                       |                                 |                         |
|        | フェロンパンAS Phalempin                                                                |                                 | 給油                    |
| 19     | スクラン Seclin                                                                         |                                 |                         |
| 20     | ファシュ＝テュメスニエル Faches-Thumesnil                                               |                                 | リール＝レスキン空港    |
|        |                                                                                         | A27号線                         |                         |
| 21     | リール Lille                                                                            |                                 |                         |

※Eeはジャンクション、ARはレストエリア、ASはサービスエリアを示す。

## 歴史
- リール（ポルテ・ラ・マドレーヌ） - カルヴァン間：1954年に開通
- カルヴァン - ギャヴレーヌ間：1958年に開通
- ギャヴレーヌ - バパウム間：1967年に開通
- バパウム - ロワイ間：1966年に開通
- ロワイ - ソニ間：1965年に開通
- ソニ - ル・ブルジェ間：1964年に開通
- ル・ブルジェ - サン＝ドニ間：1966年に開通
- サン＝ドニ - パリ（ポルテ・ド・ラ・シャペル）間：1965年に開通

## 欧州自動車道路
A1号線はポルテ・ド・パリのインターチェンジからA2号線との分岐点まで欧州自動車道路E19号線として指定されている。
このほかにもA3号線およびA104号線とのインターチェンジからA26号線とのインターチェンジまでの区間が欧州自動車道路E17号線として。
A27号線とのインターチェンジからA25号線とのインターチェンジまでの区間が欧州自動車道路E42号線となっている。

## 通過する地域圏と県
- イル＝ド＝フランス地域圏
  - セーヌ＝サン＝ドニ県
  - ヴァル＝ドワーズ県
- ピカルディ地域圏
  - オワーズ県
  - ソンム県
- ノール＝パ・ド・カレー地域圏
  - パ＝ド＝カレー県
  - ノール県